# الشركة الليبية للحديد والصلب
الشركة الليبية للحديد والصلب "Lisco" هو أحد أكبر الشركات في مجال صناعة الحديد والصلب في شمال أفريقيا، ووهي شركة حكومية مملوكة للدولة الليبية وتتخذ من مدينة مصراتة مقرا لها.
وضع حجر الأساس لهذا المصنع في 18 سبتمبر 1979، وبدأ الإنتاج في سنة 1989. يعتبر هو الواجهة الرئيسية لصناعة الحديد والصلب في ليبيا. ويقع على مساحة 1200 هكتار شرق مصراتة.
ساهمت العديد من الشركات العالمية في إقامة هذا المصنع، وأهم هذه الشركات هي: شركة فوست البينا النمساوية، شركة كورف الألمانية، شركة كوبي ستيل اليابانية، شركة هونداي الكورية وشركة تيكنيت الإيطالية.
صنفت مجلة ArabSteel الشركة الليبية للحديد والصلب كثالث أكبر شركة عربية لإنتاج وتصدير الحديد والصلب في العام 2004.

## وصلات خارجية
- الموقع الرسمي